# Шверник, Николай Михайлович
Никола́й Миха́йлович Шве́рник (7 (19) мая 1888 года, Санкт-Петербург, Российская империя — 24 декабря 1970 года, Москва, РСФСР, СССР) — советский партийный и государственный деятель. В последний период правления Сталина, в 1946—1953 годах, занимал высшую государственную должность — Председателя Президиума Верховного Совета СССР.
Член ВЦИК (1927—1938) и Президиума ЦИК СССР (1935—1938), депутат Верховного Совета СССР (1937—66).
Член Президиума (Политбюро) ЦК КПСС в 1952—1953 и 1957—1966 годах, кандидат в члены в 1939—1952 и 1953—1957 годах.
Герой Социалистического Труда (1958).

## Биография
Родился третьим в многодетной рабочей семье. По национальности русский. Отец — Михаил Иванович Шверник, 1848 г.р., был отставным фельдфебелем 146-го пехотного Царицынского полка, мать — Глафира Ивановна Леонова, 1861 г.р. — незаконнорожденной дочерью крестьянки из деревни Лиски Порховского уезда Псковской губернии. Детей в семье, жившей на окраине Петербурга, было тринадцать, но пятеро умерли ещё в младенческом возрасте. Фамилия Шверников якобы сократилась из-за ошибки в метрике отца, но скорее всего, это семейная легенда.
Окончил церковно-приходскую школу, а затем ремесленное училище.
В 1902 году четырнадцатилетним подростком начал работать подручным токаря на электромеханическом заводе «Дюфлон и Константинович» в Санкт-Петербурге.
Был очевидцем событий 9 января 1905 года.
В 1905 году (в возрасте 17 лет) вступил в РСДРП(б). Вёл партийную агитацию в Петербурге, Николаеве, Туле, Самаре. В 21 год стал членом Петербургского комитета РСДРП(б).
В 1910—1911 годах был членом правления Союза металлистов (Петербург).
В 1913 году во избежание ареста покинул Петербург, недолго работал в Туле. Вернувшись в российскую столицу, устроился на завод Эриксона и возобновил антиправительственную пропаганду, за что был выслан обратно в Тулу. Там познакомился с работницей завода «Айваз» Марией Фёдоровной Улазовской, тоже сосланной сюда под негласный надзор полиции, которая стала его женой.
Весной 1915 года вместе с женой отбывал ссылку в Самаре, где устроился на Трубочный завод, установил связь с большевиками и включился в революционную работу.
За активную антивоенную агитацию и революционные призывы в феврале 1917 года был сослан в Саратов, где его застала весть о Февральской буржуазной революции, и вскоре он возвратился из Саратова в Самару. Здесь он был избран председателем Трубочного районного комитета партии, председателем правления профсоюза завода, членом президиума исполкома городского совета. Именно тогда в Самаре он впервые занялся партийной работой в профсоюзах.
В 1917 году в Самаре окончил городское училище.
В октябре 1917 года — председатель Всероссийского комитета рабочих артиллерийских заводов и член Правления артиллерийских заводов.
В июне 1918 года участвовал в боях против Чехословацкого корпуса, захватившего совместно с белогвардейцами Самару. В июле—октябре 1918 года — военный комиссар 2-го Симбирского стрелкового полка 1-й сводной Симбирской дивизии, которая свергла первое в России народное антибольшевистское правительство (Комитет Членов Учредительного собрания). С октября 1918 года — в Главном артиллерийском управлении. С апреля 1919 года председатель исполнительного комитета Самарского городского совета.
В 1919—1921 годах работал на руководящих постах в системе снабжения армий на Кавказе.
С 1921 года на профсоюзной работе. С ноября 1923 года — заместитель председателя созданной Политбюро «постоянно действующей Комиссии для борьбы с самогоном, кокаином, пивными и азартными играми (в частности, лото)». С февраля 1924 года по декабрь 1925 года — нарком Рабоче-крестьянской инспекции РСФСР.

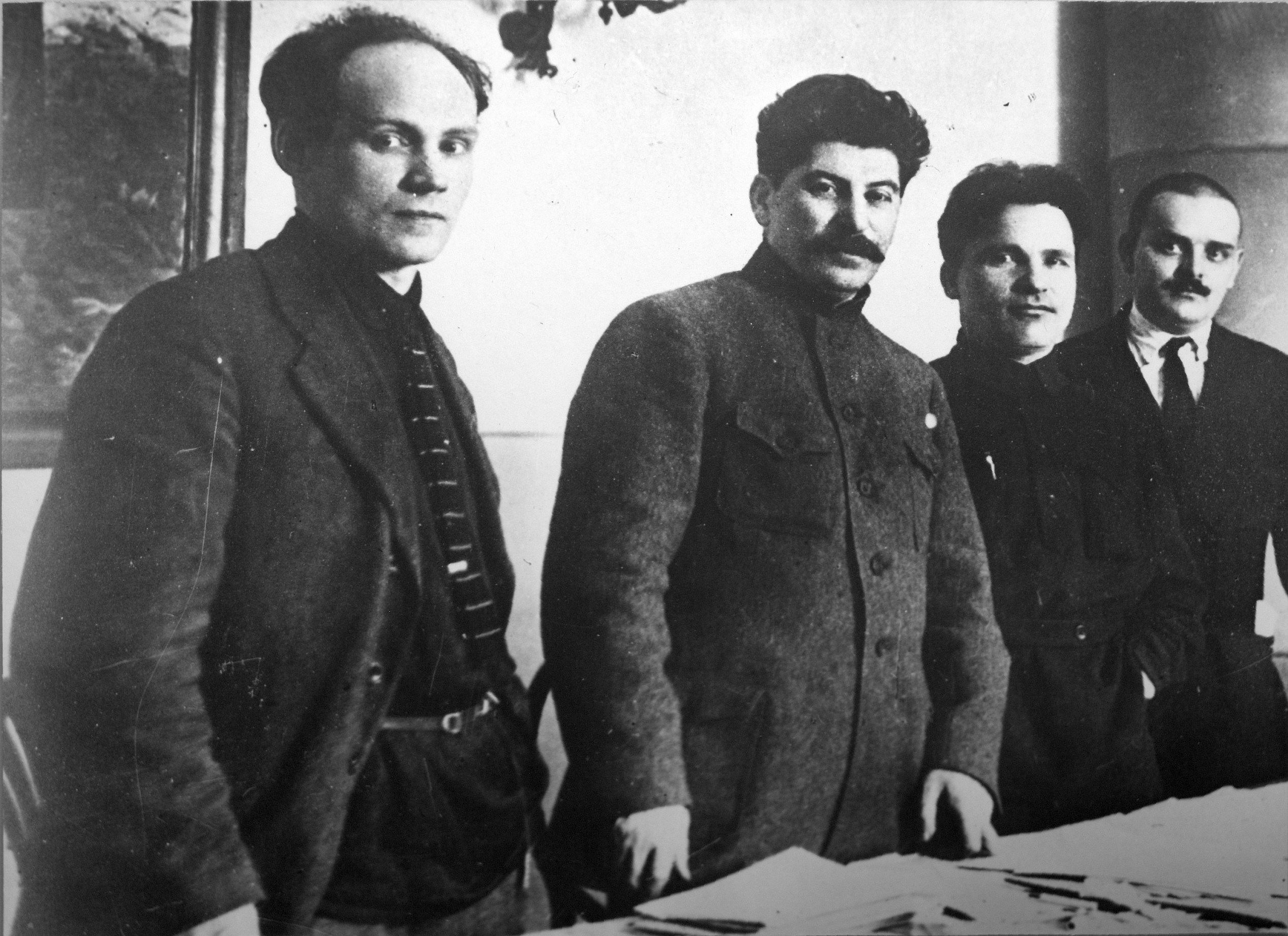
Николай Антипов, Иосиф Сталин, Сергей Киров и Николай Шверник (Смольный, 1925 год)

Член ЦКК с 1923 года, с 1924 года — член Президиума ЦКК РКП(б). На XIV съезде партии в декабре 1925 года был избран членом ЦК РКП(б). В 1925—1926 годах работал секретарём Ленинградского областного комитета ВКП(б) и Северо-Западного бюро ЦК ВКП(б). С апреля 1926 года по апрель 1927 года — секретарь ЦК ВКП(б) и одновременно член Оргбюро ЦК ВКП(б).
В марте 1927 года был освобождён от работы в Секретариате и Оргбюро и направлен на Урал, с марта 1927 по январь 1929 года — первый секретарь Уральского областного комитета ВКП(б). Показал себя последовательным сторонником индустриализации и вернулся в Москву в 1929 году, был утвержден председателем ЦК профсоюза металлистов.
Был вновь выдвинут в кандидаты в члены Оргбюро (1929—1930). После XVI съезда ВКП(б) в июле 1930 года был избран членом Оргбюро ЦК (по март 1946 года) и кандидатом в члены Секретариата ЦК (по январь 1934 года). С этого времени его работа была тесно связана с профсоюзами. С 1929 года — секретарь ВЦСПС в составе секретариата из пяти человек, с июля 1930 года по март 1944 года — первый секретарь ВЦСПС.
В декабре 1937 года был избран в Верховный Совет СССР от Коми АССР.
Избирался депутатом Верховного Совета СССР 1-6 созывов, принимал участие в организации нового советского законодательного органа и с января 1938 по февраль 1946 года занимал пост председателя Совета Национальностей Верховного Совета СССР. После XVIII съезда партии был утверждён кандидатом в члены Политбюро ЦК ВКП(б) (1939—1952).
В годы Великой Отечественной войны возглавлял Совет по эвакуации при СНК СССР, отвечал за перевод советской промышленности в восточные регионы Советского Союза. Являлся председателем Чрезвычайной государственной комиссии по установлению и расследованию злодеяний немецко-фашистских захватчиков (1942—1951). Был инициатором создания англо-советского профсоюзного комитета, главной задачей которого было объединение усилий профсоюзов двух стран для победы над Германией. Участвовал в подготовке конференции, заложившей основы Всемирной федерации профсоюзов.
В 1944—1946 годах — председатель Президиума Верховного Совета РСФСР, первый заместитель председателя Президиума Верховного Совета СССР. В 1945—1946 годах — член Оперативного бюро СНК СССР по вопросам работы Народных комиссариатов обороны, военно-морского флота, сельского хозяйства и пищевых народных комиссариатов, Народных комиссариатов торговли и финансов, Комитетов и управлений СНК СССР.
После удовлетворении заявления М. И. Калинина об освобождении от занимаемой должности по состоянию здоровья, в марте 1946 года сменил его на посту председателя Президиума Верховного Совета СССР, которую он занимал до 15 марта 1953 года.
Сильно уступал Калинину в известности. В отличие от Калинина, принимал просителей крайне редко. Занимая самый высокий по Конституции в стране пост, был прирождённым бюрократом, любил работать с аппаратом. Выступил инициатором безрезультатной кампании по повышению роли Советов на местах. 26 марта 1947 года подписал инициированный Сталиным указ об отмене в стране смертной казни. 12 января 1950 года подписал новый указ о её восстановлении. Возглавлял Комитет по разработке и организации проведения мероприятий, связанных с 70-летием со дня рождения Сталина (декабрь 1949 года). Предложил учредить орден Сталина, но идея не была поддержана Сталиным.
Подписал Указ Президиума Верховного совета СССР о введении персональных званий с форменной одеждой с петлицами и знаками различий для работников гражданских министерств и ведомств СССР, которые были отменены в 1954 году. Подписал ряд законов и международных договоров СССР, в том числе «Закон о защите мира».
В результате трансформации Политбюро в Президиум ЦК был избран членом Президиума (1952—1953), однако после смерти И. В. Сталина был освобожден с главных партийных и государственных должностей. После решения Совместного заседания ЦК КПСС, Совета Министров СССР и Президиума Верховного Совета СССР был переведён в кандидаты в члены Президиума ЦК КПСС. В марте 1953 года на должность председателя Президиума Верховного Совета СССР вместо него был утвержден К. Е. Ворошилов.
В 1953—1956 годах — председатель ВЦСПС. В декабре 1953 года входил в состав Специального судебного присутствия Верховного суда СССР, судившего Л. П. Берию.
С усилением влияния Н.С. Хрущёва начал возвращаться в высшее партийно-политическое руководство СССР: в 1956—1962 годах — председатель Комитета партийного контроля при ЦК КПСС, в 1962—1965 годах — председатель Партийной комиссии при ЦК КПСС, занимался вопросами реабилитации жертв политических репрессий (так называемая «Комиссия Шверника»). После победы Н. С. Хрущева в борьбе с так называемой «антипартийной группой» в июне 1957 году был переведен из кандидатов в члены Президиума ЦК КПСС.
Возглавлял Правительственную комиссию по перезахоронению И. В. Сталина. Некоторые исследователи указывают, что при перезахоронении И. В. Сталина Н. М. Шверник плакал.
После XXIII съезда КПСС (1966) находился на пенсии.
Умер 24 декабря 1970 года. Урна с прахом установлена в Кремлёвской стене на Красной площади в Москве.

## Семья
Единственная родная дочь Людмила (1916—2008) — первая в СССР женщина, закончившая до войны Академию имени Жуковского, под её руководством изобрели первый отечественный телепроектор «Аристон», она возглавляла лабораторию в Московском научно-исследовательском телевизионном институте (МНИТИ). Была замужем за лётчиком Станиславом Ганецким, сыном опального политика Я. Ганецкого (оба были репрессированы и расстреляны в 1938 году), во втором браке — за академиком Ростиславом Беляковым (сын Сергей, авиаконструктор, 1951—1994).
В 1942 году вместе со своей супругой Марией Фёдоровной удочерили Зибу Ганиеву — первую азербайджанскую девушку-снайпера, героя Великой Отечественной войны, которой Мария Фёдоровна, работавшая в московском госпитале, буквально спасла жизнь, потому что девушка умирала от заражения крови. Одиннадцать месяцев Мария Фёдоровна не отходила от её постели, а когда та поднялась на ноги, то со слезами на глазах сказала: «Все нормальные женщины носят ребёнка девять месяцев, я же тебя вынашивала одиннадцать». Так Зиба стала дочерью Николая Михайловича и Марии Фёдоровны.

## Награды и звания
- Герой Социалистического Труда (17.05.1958)
- Пять Орденов Ленина (15.07.1938 — в связи с 50-летием и принимая во внимание его выдающиеся заслуги перед рабочим классом; 24.01.1946; 18.05.1948; 17.05.1958; 17.05.1968)
- медали

## Память

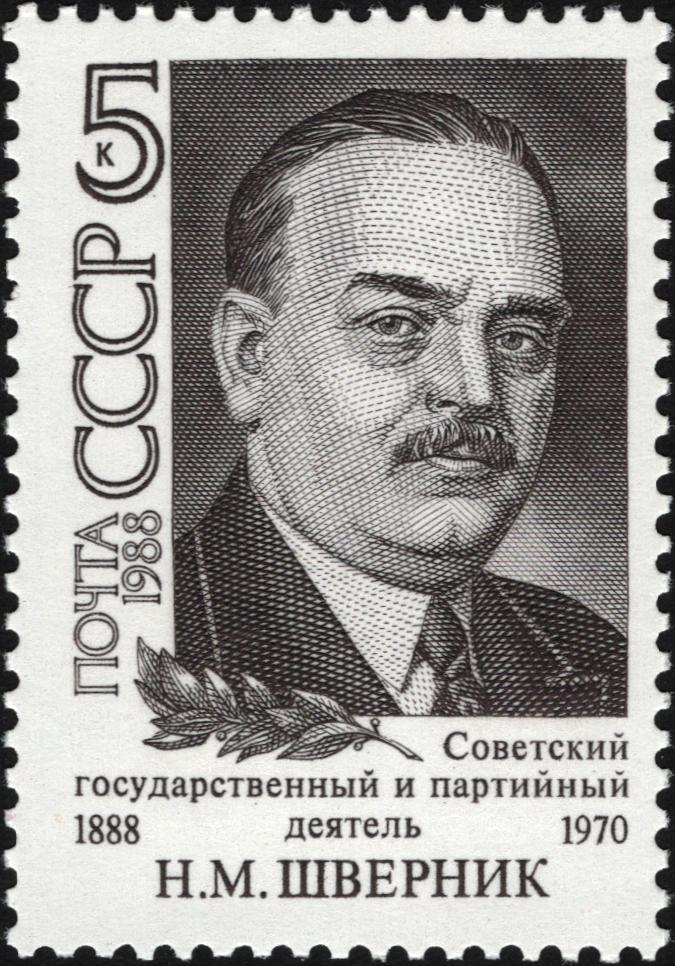
Почтовая марка СССР с изображением Шверника

В 1950-е годы именем Шверника были названы многочисленные колхозы и совхозы в Советском Союзе, например:
- в с. Чинар Дербентского района ДАССР[16]
- в с. Побочино Одесского района Омской области[17]
- в с. Ломово Залегощенского района Орловской области[18]
- в с. Барановка Змеиногорского района Алтайского края[19]
- в Новомосковском районе[20]
- в Верхне-Муллинском районе Пермского края
- в Татарбунарском районе Измаильской области[21]
- в Эльбрусском районе Кабардино-Балкарии[22]
- в Луховицком районе Московская области[23]
- в Большесосновском районе[24]
- в с. Рославлево Тутаевского района Ярославской области[25] и др.
- в Узбекской ССР, Ташкентская область

В Москве, Самаре и Сарове и станице Новодмитриевской есть улица Шверника.

В Санкт-Петербурге 2-й Муринский проспект с 1971 по 1993 годы носил имя Шверника.
В Ленинграде имя носил завод «Электрик» (бывший завод электромеханических сооружений «Дюфлон»).
В г. Куйбышев имя Н. Шверника носил Куйбышевский приборостроительный техникум.